# System in package

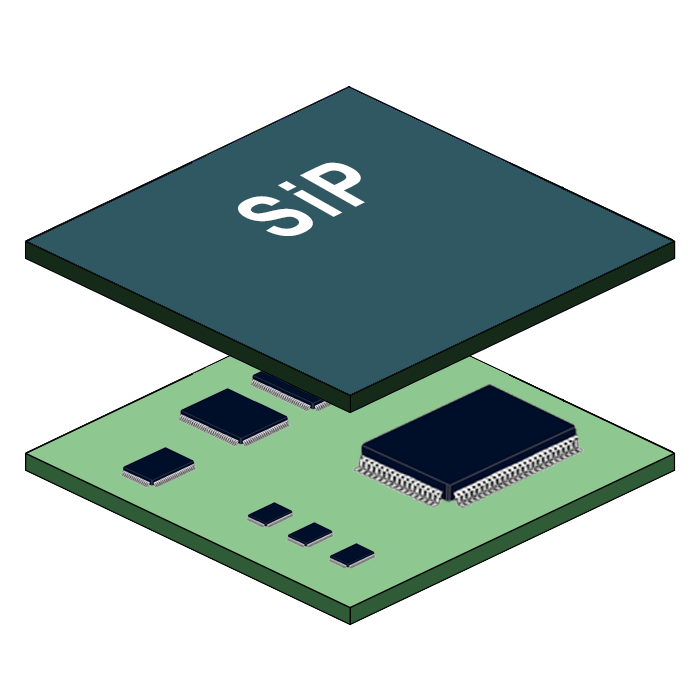
Dibuix CAD d'un multixip SiP que conté un processador, memòria i emmagatzematge en un sol substrat.

Un sistema en un encapsulat (amb acrònim anglès SiP) és un nombre de circuits integrats tancats en un o més paquets de suport de xips que es poden apilar utilitzant paquet a paquet. El SiP realitza totes o la majoria de les funcions d'un sistema electrònic, i normalment s'utilitza dins d'un telèfon mòbil, reproductor de música digital, etc. Les matrius que contenen circuits integrats es poden apilar verticalment sobre un substrat. Estan connectats internament per cables fins que s'uneixen al paquet. Alternativament, amb una tecnologia de xip flip, s'utilitzen protuberàncies de soldadura per unir fitxes apilades. Un SiP és com un sistema en un xip (SoC), però està menys estretament integrat i no en una sola matriu de semiconductor.
Les matrius SiP es poden apilar verticalment o enrajolats horitzontalment, a diferència dels mòduls multixip menys densos, que col·loquen els matrius horitzontalment sobre un suport. SiP connecta les matrius amb enllaços estàndard de filferro fora de xip o cops de soldadura, a diferència dels circuits integrats tridimensionals lleugerament més densos que connecten matrius de silici apilades amb conductors que travessen la matriu.
S'han desenvolupat moltes tècniques d'embalatge 3D diferents per apilar moltes matrius de xip bastant estàndard en una àrea compacta.
Un exemple SiP pot contenir diversos xips — com ara un processador especialitzat, DRAM, memòria flash — combinats amb components passius — resistències i condensadors — tots muntats al mateix substrat. Això vol dir que es pot construir una unitat funcional completa en un paquet multixip, de manera que cal afegir pocs components externs perquè funcioni. Això és especialment valuós en entorns amb espai limitat, com ara reproductors MP3 i telèfons mòbils, ja que redueix la complexitat de la placa de circuit imprès i el disseny general. Malgrat els seus beneficis, aquesta tècnica disminueix el rendiment de fabricació, ja que qualsevol xip defectuós del paquet donarà lloc a un circuit integrat empaquetat no funcional, fins i tot si tots els altres mòduls d'aquest mateix paquet són funcionals.